# Championnat de France FFSA GT 2009
Navigation
Édition précédente Édition suivante
La saison 2009 du Championnat de France FFSA GT est la treizième édition de cette compétition et se déroule du 11 avril au 18 octobre 2009. Elle comprend sept manches organisées au sein de la Super Série FFSA et deux catégories GT1 et GT3.
Ce championnat a été remporté par Éric Debard au volant d'une Chevrolet Corvette C6.R de l'écurie DKR Engineering. La catégorie GT3 a vu la victoire de Mike Parisy sur une Lamborghini Gallardo GT3 du Ruffier Racing.

## Calendrier
| Manche | Manche | Date        | Meeting                                             | Circuit                       | Lieu         | Région/Pays                  |
| ------ | ------ | ----------- | --------------------------------------------------- | ----------------------------- | ------------ | ---------------------------- |
| 1      | C1     | 12 avril    | Super Série FFSA Nogaro / Coupes de Pâques          | Circuit Paul Armagnac         | Nogaro       | Midi-Pyrénées, France        |
| 1      | C2     | 13 avril    | Super Série FFSA Nogaro / Coupes de Pâques          | Circuit Paul Armagnac         | Nogaro       | Midi-Pyrénées, France        |
| 2      | C1     | 9 mai       | Super Série FFSA Dijon / Grand Prix Dijon-Côte d'Or | Circuit Dijon-Prenois         | Prenois      | Bourgogne, France            |
| 2      | C2     | 10 mai      | Super Série FFSA Dijon / Grand Prix Dijon-Côte d'Or | Circuit Dijon-Prenois         | Prenois      | Bourgogne, France            |
| 3      | C1     | 30 mai      | Super Série FFSA Magny-Cours                        | Circuit de Nevers Magny-Cours | Magny-Cours  | Bourgogne, France            |
| 3      | C2     | 31 mai      | Super Série FFSA Magny-Cours                        | Circuit de Nevers Magny-Cours | Magny-Cours  | Bourgogne, France            |
| 4      | C1     | 4 juillet   | Super Série FFSA Val de Vienne                      | Circuit du Val de Vienne      | Le Vigeant   | Poitou-Charentes, France     |
| 4      | C2     | 5 juillet   | Super Série FFSA Val de Vienne                      | Circuit du Val de Vienne      | Le Vigeant   | Poitou-Charentes, France     |
| 5      | C1     | 5 septembre | Super Série FFSA Albi / Grand Prix d'Albi           | Circuit d'Albi                | Le Séquestre | Midi-Pyrénées, France        |
| 5      | C2     | 6 septembre | Super Série FFSA Albi / Grand Prix d'Albi           | Circuit d'Albi                | Le Séquestre | Midi-Pyrénées, France        |
| 6      | C1     | 3 octobre   | FIA GT 2H Paul Ricard                               | Circuit Paul-Ricard           | Le Castellet | Provence, France             |
| 6      | C2     | 4 octobre   | FIA GT 2H Paul Ricard                               | Circuit Paul-Ricard           | Le Castellet | Provence, France             |
| 7      | C1     | 17 octobre  | Super Série FFSA Lédenon                            | Circuit de Lédenon            | Lédenon      | Languedoc-Roussillon, France |
| 7      | C2     | 18 octobre  | Super Série FFSA Lédenon                            | Circuit de Lédenon            | Lédenon      | Languedoc-Roussillon, France |

## Résultats[1]
| Manche | Manche | Circuit                       | Date        | Vainqueurs au général                   | Vainqueurs en GT3                             |
| ------ | ------ | ----------------------------- | ----------- | --------------------------------------- | --------------------------------------------- |
| 1      | 1      | Circuit Paul Armagnac         | 12 avril    | Patrick Bornhauser Laurent Groppi       | Jean-Charles Levy Tristan Vautier             |
| 1      | 2      | Circuit Paul Armagnac         | 13 avril    | Bruno Hernandez Soheil Ayari            | Philippe Gaillard Mike Parisy                 |
| 2      | 1      | Circuit de Dijon-Prenois      | 9 mai       | Jean-Claude Police Laurent Cazenave     | Arnaud Peyroles Olivier Thévenin              |
| 2      | 2      | Circuit de Dijon-Prenois      | 10 mai      | Patrick Bornhauser Laurent Groppi       | Philippe Gaillard Mike Parisy                 |
| 3      | 1      | Circuit de Nevers Magny-Cours | 30 mai      | Wilfried Merafina Jean-Philippe Dayraut | Yvan Lebon Stéphane Ortelli                   |
| 3      | 2      | Circuit de Nevers Magny-Cours | 31 mai      | Éric Debard Olivier Panis               | Philippe Gaillard Mike Parisy                 |
| 4      | 1      | Circuit du Val de Vienne      | 4 juillet   | Éric Debard Olivier Panis               | Bruno Dubreuil Ulric Amado                    |
| 4      | 2      | Circuit du Val de Vienne      | 5 juillet   | Patrick Bornhauser Laurent Groppi       | Philippe Gaillard Mike Parisy                 |
| 5      | 1      | Circuit d'Albi                | 5 septembre | Patrick Bornhauser Laurent Groppi       | François Jakubowski (de) Christopher Campbell |
| 5      | 2      | Circuit d'Albi                | 6 septembre | Éric Debard Olivier Panis               | François Jakubowski (de) Christopher Campbell |
| 6      | 1      | Circuit Paul-Ricard           | 3 octobre   | Patrick Bornhauser Laurent Groppi       | Stéphane Ortelli David Hallyday               |
| 6      | 2      | Circuit Paul-Ricard           | 4 octobre   | Éric Cayrolle Stéphane Richelmi         | Jérôme Policand Thierry Prignaud              |
| 7      | 1      | Circuit de Lédenon            | 17 octobre  | Éric Debard Olivier Panis               | Philippe Gaillard Mike Parisy                 |
| 7      | 2      | Circuit de Lédenon            | 18 octobre  | Patrick Bornhauser Laurent Groppi       | Yvan Lebon Stéphane Ortelli                   |